# Albert DeSalvo
Albert DeSalvo, surnommé l'étrangleur de Boston (3 septembre 1931 - 25 novembre 1973), est un tueur en série qui a étranglé treize femmes entre le 14 juin 1962 et le 4 janvier 1964, à Boston, à leur domicile (le plus souvent des appartements), après les avoir violées au moyen d'objets et mis en évidence leurs corps afin que leur découverte choque le public.
Il a également été surnommé l'Homme en Vert (en référence à la couleur de sa tenue d'ouvrier chargé d’effectuer des réparations, profession dont il profite pour s’introduire chez des femmes) et le Mesureur, période pendant laquelle il pénètre au domicile même de femmes, leur faisant miroiter le métier de mannequin et flattant leur ego afin qu'elles le laissent entrer chez elles et prendre leurs mensurations.
Que ce soit en tant que Réparateur ou Mesureur, il réussit à se jouer des femmes par son audace et sa répartie, se déplaçant à leur domicile mais sans jamais planifier, seulement guidé par ses pulsions.

## Biographie

### L'étrangleur de Boston
Entre le 14 juin 1962 et le 4 janvier 1964, un tueur en série étrangle treize femmes à Boston, à leur domicile (le plus souvent des appartements), après les avoir violées au moyen d'objets et mis en scène leurs corps dans des postures dégradantes afin que leur découverte choque le public. Ces meurtres en série provoquent une psychose dans la ville de Boston qui est associée à son Étrangleur comme Londres à Jack l'Éventreur.
La police et une partie de la population croient que deux tueurs en série sont à l’œuvre car la première série de six meurtres et viols touche des personnes âgées (femmes de 55 à 85 ans, non violées) puis, après une « accalmie » de trois mois, une série de 7 victimes plus jeunes à partir de décembre 1962 (femmes souvent violées post-mortem). La police pense que cette deuxième série est l'œuvre d'un copycat. Plusieurs pensent qu’un fou dangereux échappé d’un asile erre dans les rues. La police fait un lien entre plusieurs victimes (12 sur 13 sont des amatrices de musique classique et 8 sur 13 travaillent dans le milieu médical), ce qui lui fait perdre du temps à rechercher le criminel dans les salles de concert ou les hôpitaux. Un Strangler Bureau (« bureau de l'étrangleur ») est spécialement créé et la police fait appel au docteur James A. Brussel, psychiatre pionnier du profilage criminel dont les profils psychologiques ont permis d’arrêter George Metesky en 1957. Ce criminologue affirme que les deux tueurs n'en font qu'un qui a évolué psychosexuellement au fil de son parcours criminel.

### Arrestation
La police arrête plusieurs suspects avant de les relâcher. Le 27 octobre 1964, Albert DeSalvo pénètre au domicile d'une jeune femme mariée, l'attache sur son lit, l'embrasse et la caresse, puis finalement la laisse. Elle brosse un portrait-robot qui permet à une patrouille de police de l'arrêter en novembre 1964. Il passe des aveux circonstanciés avec des détails que seul l'assassin pouvait connaître et déclare avoir violé en l'espace de 5 ans près de 2 000 femmes, la police n'en confirmant que 350. Il est condamné à l'emprisonnement à perpétuité, non pour les meurtres, mais pour des viols qu'il a reconnus par plaidoyer de marchandage.
En février 1967, il s'échappe avec deux autres détenus du Bridgewater State Hospital, déclenchant une chasse à l'homme de grande envergure. Il se rend dès le lendemain chez son avocat F. Lee Bailey qui le convainc de se rendre et est transféré dans une prison de haute sécurité. Le 25 novembre 1973, Albert DeSalvo est retrouvé mort dans sa cellule de la prison de Walpole (Massachusetts), poignardé à plusieurs reprises dans le cœur. Le directeur de la prison évoque une bagarre et un trafic de drogue auquel Albert DeSalvo aurait été mêlé. On ne retrouva jamais son assassin.
Les analyses ADN faites en 2001 sur la dernière victime de l'Étrangleur de Boston écartent la piste DeSalvo. En effet, la police scientifique de Boston a trouvé des traces d'ADN de deux individus sous les ongles et le sous-vêtement de la victime, aucun des deux n'est Albert DeSalvo. Ainsi des doutes persistent sur sa culpabilité : le nom de George Nassar (en), codétenu de DeSalvo qui aurait pu lui donner des détails sur les scènes de crime, est évoqué ; Casey Sherman, journaliste et neveu de Mary Sullivan, la dernière victime de l'Étrangleur, fait un téléfim et écrit un livre prétendant que DeSalvo n'est pas coupable.
En janvier 2013, un policier en civil filant le neveu de DeSalvo récupère une bouteille d'eau en plastique qu'il a jetée dans une poubelle, ce qui permet d'exploiter les empreintes génétiques communes à tous les membres de cette famille et de faire le lien avec l'ADN d'Albert retrouvé dans le sperme d'une couverture auprès d'une de ses victimes (dans les années 1960, l'analyse ADN n'existe pas).
Une analyse de juillet 2013 montre une concordance à 99,9 % entre l'ADN d'Albert DeSalvo, exhumé pour cette occasion, et le sperme retrouvé sur la scène du crime de la jeune Mary Sullivan, violée et assassinée à l'âge de 19 ans le 4 janvier 1964 et dernière victime attribuée à l'étrangleur de Boston. La culpabilité de DeSalvo semble définitivement établie, au moins sur un meurtre de la série.

## Culture populaire
- En 1968, son histoire inspire un film, L'Étrangleur de Boston, réalisé par Richard Fleischer, avec Tony Curtis dans le rôle principal.
- En 1969, il inspire une chanson des Rolling Stones, Midnight Rambler (sur l'album Let It Bleed).
- Dans le film Copycat (1995), le tueur imite un de ses crimes, celui de la femme retrouvée dans sa baignoire.
- Son histoire donne également naissance à un téléfilm diffusé en 2008, The Boston Strangler: The Untold Story, réalisé par Michael Feifer, avec David Faustino dans le rôle-titre.
- En 2023, un autre film, L'Étrangleur de Boston de Matt Ruskin, est plutôt axé sur le travail de la journaliste Loretta McLaughlin.

### Documentaire
- 1995 : « Albert DeSalvo, l'étrangleur de Boston » dans la série Affaires criminelles, Enquêtes sur les grands crimes de notre temps de Christophe Lagrange, ALP/Marshall Cavendish  (ISBN 2-7365-0033-4)